# Futbolniy Klub SKA-Khabarovsk

Football Club SKA-Energiya Khabarovsk (em russo: СКА-Энергия Хабаровск) é um clube de futebol da cidade de Khabarovsk, na Rússia. Atualmente disputa a Russian National Football League.